# 阿蘇惟光
阿蘇 惟光（あそ これみつ）は、安土桃山時代の肥後国の大名。阿蘇神社大宮司。

## 生涯
天正10年（1582年）、阿蘇惟種の嫡男として誕生。
天正12年（1584年）、父・惟種の死により、幼年ながら2歳で当主となった。
天正13年（1585年）7月3日、甲斐宗運が死去。薩摩国の島津氏の侵攻を受けて、8月12日、花山城陥落。8月末、堅志田城、木山城陥落。阿蘇家において初めて降伏し、八代荘厳寺の僧侶を島津氏に派遣。しかし、島津氏は和睦を拒否。同年9月に甲斐宗運の家臣が次々と処刑される。母親に連れられて弟・惟善と共に目丸山に逃亡した（目丸落ち）。豊臣秀吉による九州平定が始まると保護を求めた。惟光は佐々成政に預けられた。
天正15年（1587年)6月25日、豊臣秀吉により、わずかながら肥後国矢部三百町が与えられる（『九州治乱記』）。
同年7月、肥後国人一揆が勃発すると、秀吉が惟光の処刑を求める。だが、このとき惟光は熊本城内にいたので、関与していないことは明白とされ、不問とされた（『小早川秀明文書：十二月十七日』）。一揆の責任を問われた佐々成政が処刑されてしまい、惟光は加藤清正に預けられることになった。このとき惟光は6歳であった。
文禄元年（1593年）6月に梅北一揆が起こると、島津歳久や梅北国兼らとの結託を疑われ、秀吉によって切腹を命じられる。
同年、8月18日、惟光は花岡山で切腹した。享年12。これは加藤清正の朝鮮出兵中の留守を狙ったものであった。
後に惟光の弟・阿蘇惟善が、加藤清正に召し出され大宮司職に復帰した。